# John C. Brown
John Calvin Brown (6 de janeiro de 1827 – 17 de agosto de 1889) foi um político e militar americano. O 19º governador do Tennessee com mandato de 1871 até 1875 e foi Presidente da Convenção constitucional de 1870 do Estado, que escreveu a atual Constituição do estado de Tennessee. Embora ele inicialmente fosse contra à secessão, Brown lutou pela Confederação durante a Guerra Civil americana, sendo promovido ao posto de major-general.
Um líder dos "democratas do Bourbon" (facção conservadora) do Estado, Brown dedicou muito do seu tempo como governador para resolver as questões da dívida de estruturação do estado. Após seu mandato de governador, ele defendeu a construção da ferrovia e por um breve período de tempo serviu como Presidente da Texas & Pacific Railroad em 1888, bem como Presidente da Tennessee Coal, Iron and Railroad Company em 1889.

## Início de vida
Brown nasceu no Tennessee, no Condado de Giles, filho de Duncan e Margaret Smith Brown. Ele era o irmão mais novo de Neill S. Brown, que serviu como governador do Tennessee, na década de 1840. John graduou-se no Jackson College em Columbia, Tennessee, em 1846. Estudou direito com seu tio, Hugh Brown, em Spring Hill e foi admitido para advocacia em 1848. Ele começou a advogar em Pulaski naquele mesmo ano.
Como seu irmão, Brown foi um Whig antes da Guerra Civil americana, e após o colapso do partido Whig em meados da década de 1850, ele continuou a apoiar candidatos do antigo Whig. Durante as eleições presidenciais de 1860, ele serviu como um eleitor para o candidato do partido da União Constitucional (Constitution Union Party) John Bell, que se opunha a secessão e tomou uma posição neutra na questão da escravidão. Nas semanas seguintes com a batalha de Fort Sumter em abril de 1861, no entanto, sentimento separatistas alastraram-se pelo Tennessee central e Brown, juntamente com seu irmão e, oportunamente, John Bell, mudaram o apoio para a florescente Confederação.

## Guerra de Secessão

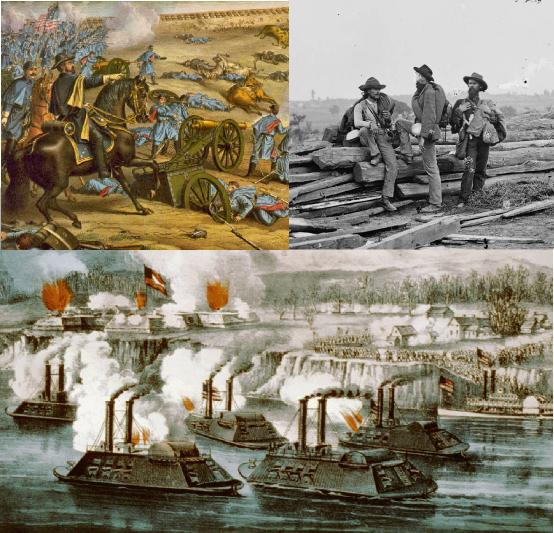
Guerra Civil Americana

Em maio de 1861, Brown alistou-se como soldado na Companhia de infantaria confederada e foi promovido para o posto de coronel da 3ª infantaria do Tennessee pouco depois. Mais tarde foi colocado no comando de uma brigada, composta de três regimentos do Tennessee.
Após a rendição do Fort Donelson, ele foi mantido como prisioneiro de guerra durante seis meses no Fort Warren, Massachusetts, antes de ser trocado em agosto de 1862. Logo depois, foi promovido a general de Brigada pelo departamento de guerra confederado e atribuído o comando de uma brigada dessa vez maior, composta por tropas da Flórida e do Mississippi. Participou nas campanhas de Braxton Bragg no Kentucky e Tennessee do final de 1862 e durante 1863. Brown foi ferido na batalha de Perryville e Chickamauga enquanto conduzia sua brigada. Seus homens faziam parte da linha defensiva na batalha de Missionary Ridge em 1863.

Em 1864, Brown lutou na campanha de Atlanta, em diversas vezes temporariamente comandando uma divisão. Em agosto, foi promovido a major-general e formalmente atribuído o comando de uma divisão no corporação de Benjamin F. Cheatham. Ele foi novamente ferido na batalha de Franklin, em 1864, onde seis dos seus generais companheiros foram mortos. Ele ficou incapacitado por vários meses e não pode juntar-se ao exército até o final da Campanha Carolinas em abril de 1865. Ele rendeu-se com forças de Joseph E. Johnston em Bennett Place e foi posto em liberdade condicional um mês após.

### Postos e datas
- Soldado: 1 de maio de 1861;
- Coronel: 16 de maio de 1861;
- Brigadeiro: 30 de agosto de 1862 e
- Major-General: 4 de agosto de 1864.

## Governador do Tennessee
Brown voltou para Pulaski e retomou a advocacia após a guerra. Ele foi eleito para a Câmara dos Representantes do Tennessee em 1869. No ano seguinte, ele foi um delegado à Convenção constitucional do Estado e foi eleito seu Presidente por seus pares. Esta Convenção revisou a constituição de 1834 do estado, essencialmente atualizando-a para atender às demandas da Guerra Civil americana. O mais notável no documento foi a garantia de direito de voto para todos os homens com pelo menos 21 anos de idade, independentemente de raça, mas também instituiu impostos. Embora ele fosse alterado várias vezes, permanece como a atual Constituição de estado do Tennessee.
Embora ele fosse um Whig antes da Guerra Civil americana, Brown entrou para o Partido Democrata após a guerra e foi indicado como candidato do partido para governador em 1870. Desde que a nova Constituição restaurou o voto aos ex-confederados, Brown facilmente derrotou seu adversário republicano, William H. Wisener de Shelbyville, por uma votação de 78.979 votos sobre 41.400. Foi reeleito por uma margem similar sobre o candidato republicano Alfred Freeman em 1872.
A questão mais premente de Brown foi o aumento rápido da dívida do estado. Em décadas anteriores, o Tennessee tinha acumulado $43 milhões em dívida pública, principalmente para pagar por melhorias internas, como a construção de pedágios e empréstimos para ferrovias. O governador William Brownlow agravou o problema com a emissão de mais títulos de dívida pública para pagar os juros sobre obrigações pendentes no final da década de 1860. Durante o mandato de Brown, o estado estava lutando para pagar os juros sobre essa dívida. Brown conseguiu reduzir a dívida de títulos do estado para US $20 milhões e eliminou toda a dívida flutuante do estado. Seus esforços foram infrutíferos, no entanto, e o estado tornou-se inadimplente após a crise financeira de 1873.
Administração de Brown promulgou a primeira legislação do estado verdadeiramente eficaz de escolas públicas, que providenciou no estabelecimento de Superintendentes de escolas dos Condados e cidades, bem como a criação do gabinete do Superintendente de estado para o ensino público. Brown também defendeu um Conselho de administração para governar os distritos escolares locais e a organização de escolas separadas para crianças afro-americanas e brancas. Para dar suporte para essas escolas, o governador Brown propôs ao legislativo a instituição de um pequeno imposto estadual e dar para as cidades e condados, o poder de aumentar os impostos adicionais.
Em 1875, junto com vários outros antigos generais confederados, ele disputou para uma vaga no Senado dos Estados Unidos, mas perdeu no 54º escrutínio no legislativo do Estado para o antigo Presidente Andrew Johnson.

## Últimos anos e morte
Em 1876, Brown, que apoiou os esforços de Thomas A. Scott para construir uma ferrovia transcontinental no Sul, entrou para a Texas & Pacific Railroad como vice-presidente. Ele foi designado como tutor legal desta estrada de ferro em 1885 e foi promovido para Presidente em 1888. No ano seguinte, tornou-se Presidente da Tennessee Coal, Iron and Railroad Company, que foi uma das maiores empresas industriais no Sul. Brown também atuou como Presidente da empresa da Bon Air Coal Company, uma mineradora de carvão no Cumberland Plateau perto Crossville, na década de 1880.
Brown ficou doente no Verão de 1889, e viajou para Red Boiling Springs, em uma estância de águas termais ao norte do Tennessee, na esperança de recuperação. Em 17 de agosto de 1889, no entanto, ele sofreu uma hemorragia estomacal e morreu. Seu corpo foi trasladado para Pulaski e enterrado no cemitério de Maplewood naquela cidade.

## Família
A primeira esposa de Brown, Anne Pointer, morreu em 1858. Eles não tiveram filhos. Ele então casou com Elizabeth Childress de Murfreesboro, em 1864. Eles tiveram quatro filhos: Marie, Daisy, Elizabeth e John C. Brown, Jr. A Elizabeth, esposa de Brown, foi uma das mulheres de destaque no livro de 1902 de Annie Somers Gilchrist's, Some Representative Women of Tennessee. Filha de Brown, Marie, casou com o governador Benton McMillin.

## Fonte da tradução
- Este artigo foi inicialmente traduzido, total ou parcialmente, do artigo da Wikipédia em inglês cujo título é «John C. Brown».